# Plymouth Suburban
Plymouth Suburban – samochód osobowy produkowany pod amerykańską marką Plymouth w latach 1956–1961.

## Historia i opis modelu

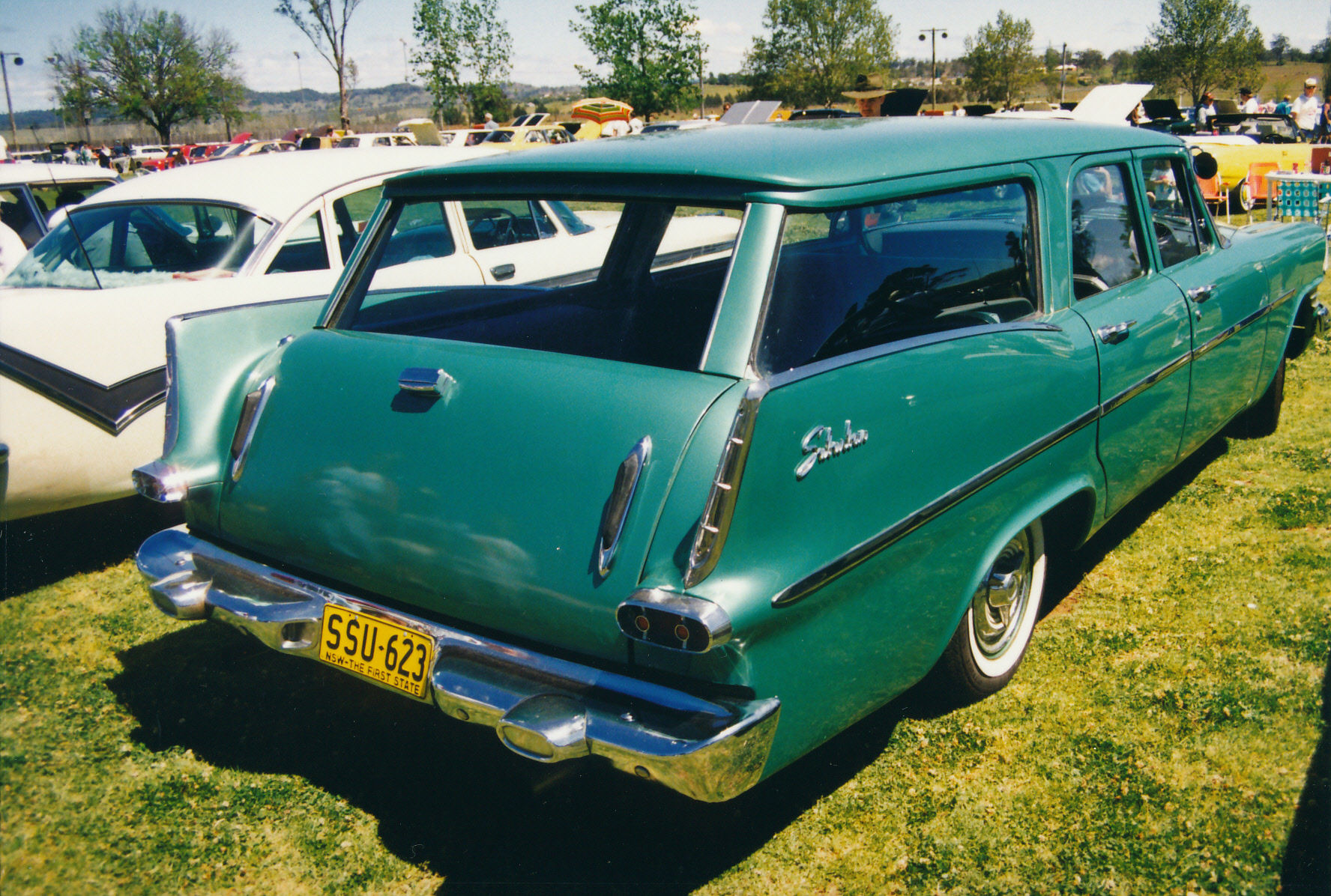
Plymouth Suburban – tył

W drugiej połowie lat 50. XX wieku Plymouth zdecydował się zastosować nazwę Suburban dla nowego kombi powstałego na bazie modelu Belvedere. Samochód wyróżniał się masywną sylwetką ze strzelistymi proporcjami, podwójnymi reflektorami, dużą chromowaną atrapą chłodnicy oraz wyraźnie zaakcentowanym tylnym nadkolem.

### Produkcja
Po trwającej 5 latach produkcji Plymoutha Suburbana producent zdecydował się ponownie włączyć duże kombi do gamy nadwoziowej innego modelu - tym razem, Fury.

### Silniki
- V8 2.7l
- V8 3.0l
- V8 5.2l